# Cayley-Hamiltonov teorem
Cayley-Hamiltonov teorem je jedan od najznačajnijih tvrdnji u linearnoj algebri. Glasi:
Svaka kvadratna matrica poništava svoj karakteristični polinom.
Promotrimo na primjer matricu
{\displaystyle A={\begin{bmatrix}1&2\\3&4\end{bmatrix}}.}
Njen karakteristični polinom je
{\displaystyle p(\lambda )={\begin{vmatrix}\lambda -1&-2\\-3&\lambda -4\end{vmatrix}}=(\lambda -1)(\lambda -4)-2\cdot 3=\lambda ^{2}-5\lambda -2.}
A u suglasju s Cayley-Hamiltonovim teoremom:
{\displaystyle A^{2}-5A-2I_{2}=0}

## Dokaz
Svaka matrica :{\displaystyle A} ima svoj karakteristicni polinom koji je jednak:
{\displaystyle P(\lambda )=a_{n}*\lambda ^{n}+a_{n-1}*\lambda ^{n-1}+...+a_{1}*\lambda +a_{0}=0}
To jest u matričnom obliku je:
{\displaystyle P(A)=a_{n}*A^{n}+a_{n-1}*A^{n-1}+...+a_{1}*A+a_{0}=0}
gdje je :{\displaystyle A} kvadratna matrica.
Definirajmo drugu matricu :{\displaystyle B}, koja je jednaka:
{\displaystyle B=(A-\lambda *E)}
gdje je :{\displaystyle E} jedinična matrica.
Inverzna matrica matrice :{\displaystyle B} je jednaka:
{\displaystyle B^{-1}={\frac {1}{det(B)}}*adj(B)}
Pomnožimo ovu matrinčnu jednadžbu s B s lijeve i desne strane:
{\displaystyle B*B^{-1}={\frac {B}{det(B)}}*adj(B)}
{\displaystyle B^{-1}*B={\frac {1}{det(B)}}*adj(B)*B}
Slijedi:
{\displaystyle E={\frac {B}{det(B)}}*adj(B)}
{\displaystyle E={\frac {1}{det(B)}}*adj(B)*B}
{\displaystyle det(B)*E=B*adj(B)}
{\displaystyle det(B)*E=adj(B)*B}
Adjungovana matrica matrice B se može predstaviti kao:
{\displaystyle \sum _{n=1}^{n-1}\lambda ^{n}*B_{n}}
Ako ovo uvrstimo u jednu od prethodnih formula, dobijemo:
{\displaystyle det(B)*E=B*\sum _{n=1}^{n-1}\lambda ^{n}*B_{n}}
{\displaystyle det(B)*E=(A-\lambda *E)*\sum _{n=1}^{n-1}\lambda ^{n}*B_{n}}
{\displaystyle det(B)*E=A*\sum _{n=1}^{n-1}\lambda ^{n}*B_{n}-\lambda *E*\sum _{n=1}^{n-1}\lambda ^{n}*B_{n}}
Razvijmo sumu u red oblika:
{\displaystyle det(B)*E=A*B_{0}+A*\lambda *B_{1}+A*\lambda ^{2}*B_{2}+...+A*\lambda ^{n-1}*B_{n-1}-\lambda *B_{0}-\lambda ^{2}*B_{1}-...-\lambda ^{n}*B_{n-1}}
Izvucimo zajedničke množitelje za članove reda ispred zagrade:
{\displaystyle det(B)*E=A*B_{0}+\lambda *(A*B_{1}-B_{0})+\lambda ^{2}*(A*B_{2}-B_{1})+...+\lambda ^{n-1}(A*B_{n-1}-B_{n-2})-\lambda ^{n}*B_{n-1}}
Usporedimo ovu jednadžbu s karakterističnim polinomom matrice :{\displaystyle A}
{\displaystyle P(A)=a_{n}*A^{n}+a_{n-1}*A^{n-1}+...+a_{1}*A+a_{0}=0}
Da bi ova dva polinoma bila jednaka, njihovi članovi moraju biti jednaki to jest:
{\displaystyle A*B_{0}=a_{0}*E}
{\displaystyle A*B_{1}-B_{0}=a_{1}*E}
.        .           .
.        .           .
.        .           .
{\displaystyle A*B_{n-1}-B_{n-2}=a_{n-1}*E}
{\displaystyle B_{n-1}=a_{n}*E}
Ako dobiveni sistem jednadžbi pomnožimo s A u rastućem redoslijeu, počev od druge jednadžbe, dobijemo:
{\displaystyle A*B_{0}=a_{0}*E}
{\displaystyle A^{2}*B_{1}-A*B_{0}=a_{1}*A}
.        .           .
.        .           .
.        .           .
{\displaystyle A^{n}*B_{n-1}-A^{n-1}B_{n-2}=a_{n-1}*A^{n-1}}
{\displaystyle A^{n}*B_{n-1}=a_{n}*A^{n}}
Ako sve ove jednadžbe uvrstimo u karakterističnu jednadžbu, dobijemo:
{\displaystyle P(A)=A*B_{0}+A^{2}*B_{1}-A*B_{0}+...+A^{n}*B_{n-1}-A^{n-1}B_{n-2}-A^{n}*B_{n-1}}
Nakon sređivanja jednakosti dobijemo da je: 
{\displaystyle P(A)=0}